# فرودگاه ریو هاتو
فرودگاه ریو هاتو (به انگلیسی: Río Hato Airport) یک فرودگاه همگانی است که یک باند فرود سنگفرش دارد و طول باند آن ۱۳۳۵ متر است. این فرودگاه در کشور پاناما قرار دارد و در ارتفاع ۳۲ متری از سطح دریا واقع شده است.